# Ксантогумол
Ксантогумол (ксантохумол) — специфичный пивной полифенол, пренилированный халконоид, содержащейся только в хмеле. Относится к пренилфлавоноидам, является потенциальным хемопревентивным соединением широкого спектра действия, подавляющим активацию химических канцерогенов, индуцирующим синтез ферментов второй фазы защиты, препятствующим ангиогенезу и подавляющим развитие опухолей в эксперименте. Производное ксантогумола (ксантохумола) — 8-пренилнарингенин — является на сегодня наиболее сильным фитоэстрогеном, а водорастворимые олигомерные проантоцианидины — мощными антиоксидантами.

## Нахождение
Содержится в женских соцветиях хмеля (Humulus lupulus). В коммерческом пиве концентрация ксантогумола колеблется от 2 мкг/л до 1,2 мг/л. В процессе пивоварения ксантогумол и другие пренилированные флавоноиды теряются, так как они превращаются в соответствующие флаваноны.

## Биологическая активность
Исследования in vitro показали, что ксантогумол обладает различными биологическими свойствами, такими как антиоксидантная, противовоспалительная и противораковая активность, что свидетельствует о потенциальном химиопрофилактическом эффекте.
Ксантогумол был тщательно изучен на предмет его воздействия на рак, воспаление и другие заболевания. Присутствие этого и других фенолов в пиве может объяснять сердечно-сосудистые и другие медицинские преимущества, связанные с потреблением пива. Таким образом, ксантогумол и другие фенолы могут способствовать улучшению здоровья любителей пива.

### Антиоксидантные свойства
Опыты на крысах показали, что антиоксидантные свойства ксантогумола могут защищать от вызванного окислительным стрессом в результате потребления этанола повреждения различных органов, при потреблении ксантогумола в 0.1-0.4 мг на кг живого веса. Исследования метаболизма показали, что молекула ксантогумола остается неизменной, а антиоксидантная способность, измеренная in vitro, в 8-9 раз выше, чем у тролокса.

### Противоопухолевая активность
В последние годы появляется все больше данных, свидетельствующих о противораковой активности ксантогумола в отношении лейкемии, немелкоклеточный рак легкого (НМРЛ), рака молочной железы, глиобластомы, гепатоцеллюлярной карциномы, рака толстой кишки и рака поджелудочной железы.
Первые доказательства эффекта ингибирования рака in vivo были предоставлены исследователями рака в Гейдельберге, которые лечили с помощью ксантогумола мышей с раком молочной железы в течение двух недель. По сравнению с контрольными животными рост опухоли уменьшился на 83%. Ингибирование образования новых кровеносных сосудов (ангиогенез) было определено как возможная причина эффективности.
Исследование, проведенное in vivo, показало, что ксантогумол, введенный в питьевую воду в концентрации 2 мкмоль, вызывал значительное ингибирование ангиогенеза у мышей.